# Sim Visser
Simon Hendrik (Sim) Visser (Texel, 3 januari 1908 - Den Helder, 13 april 1983) was een Nederlands politicus.
Visser was een VVD-minister van Defensie in het kabinet-De Quay. Hij was voor hij in 1959 bij wijze van noodgreep Sidney van den Bergh opvolgde secretaris van de liberale werkgevers. Hij had geen politieke ervaring of kennis van militaire zaken. Hij opereerde in de Nieuw-Guineakwestie met een onbevangen naïviteit. Zijn ethische betogen brachten hem in grote moeilijkheden met de regering van de VS. Hij kon het moeilijk verteren, dat voor Robert Kennedy het zelfbeschikkingsrecht der Papoea's totaal niet telde. Visser kreeg in 1962 een lawine van kritiek over zich heen over het ontslag van ambtenaar Frans van der Putten. De Eerste Kamerfractie van de VVD zegde daarna bij monde van Van Riel haar vertrouwen in hem op. Hij bleef echter minister tot het einde van het kabinet-De Quay, 24 juli 1963.
Na zijn ministerschap was hij eerst commissaris-generaal van de Nederlandse inzending voor de Wereldtentoonstelling te Montreal en daarna burgemeester van Den Helder.